# Hyundai Engineering and Construction
«Хёндэ Энджиниринг энд Констракшн» (кор. 현대건설주식회사, 現代建設株式會社, Hyeondae Geonseol, Hyŏndae Kŏnsŏl, англ. Hyundai Engineering and Construction Co., Ltd.) — южнокорейская строительная компания, основанная в 1938 году основателем «Хёндэ Групп» (кор. 현대그룹, англ. «Hyundai Group») Чон Чу Ёном (кор. 정주영) как «Hyundai Civil Works Company», которая в 1950 году стала акционерным обществом, и сменила название на «Хёндэ Констракшн Ко., Лтд.» («Hyundai Construction Co., Ltd.»).
В 1965 году, вскоре после успешно завершенного проекта в Таиланде, корейская строительная промышленность сконцентрировала свои усилия на создании новых зарубежных рынков, таких как рынки во Вьетнаме или на Ближнем Востоке.
На Ближнем Востоке «Хёндэ Констракшн» стала первой в успешном выполнении таких важных зарубежных проектов, как строительство арабской судоверфи, отеля «Дипломат» в Бахрейне, а также проектов Эль-Джубайль в Саудовской Аравии.
В это время объём заказов, получаемых корейской строительной компанией, превысил 10 миллиардов долларов США и это стало большим подспорьем в преодолении национального нефтяного кризиса.
Руководителем компании с 2011 года является Чон Су Хён (кор. 정수현).

## Символ компании
Символ компании состоит из двух треугольников, которые выглядят комфортными и стабильными. Треугольники символизируют: во-первых, пирамиды, являющиеся первым шагом человечества в строительстве, во-вторых — стабильность, которая является наиболее важным фактором для строительно-инженерной компании. Два цвета символизируют прорастающие ростки, которые затем вырастают в широкие леса.

## Краткая история
Краткая история:
25 мая 1947 г. — Чон Чу Ён, основатель «Хёндэ Групп», создаёт строительную фирму «Hyundai Civil Works Company».
1950 г. — Фирма становится акционерным обществом и меняет название на «Хёндэ Констракшн Ко., Лтд.» («Hyundai Construction Co., Ltd.»).
1956 г. — Сфера деятельности расширяется до торговли, разработок месторождений полезных ископаемых, хранения и стивидорных
работ.
1960 г. — Сфера деятельности ресширена до производства строительных материалов.
1962 г. — «Хёндэ Констракшн» признаётся номером один среди национальных строительных компаний. В сферу деятельности включено проведение электрических работ.
1965 г. — Подписывая контракт на строительство автомагистрали в Таиланде, фирма расширяет сферу деятельности до зарубежного строительства.
1968 г. — По указу президента Пак Чон Хи началось строительство скоростной магистрали Сеул-Пусан.
1970 г. — Сфера деятельности расширяется до проектов строительства атомных электростанций в Южной Корее. В Австралии фирмой проводятся работы по углублению дна в одном из частных портов.
1974 г. — Строительство автомагистрали в Индонезии.
1976 г. — Заключён контракт на строительство по проекту промышленной гавани Джубэйл (Jubail Industrial Harbour) в Саудовской Аравии. Сумма контракта — 958 миллионов долларов США. «Хёндэ Констракшн» была единственным подрядчиком.
1978 г. — Фирма появляется на строительных рынках Ирака и Объединённых Арабских Эмиратов. Ежегодный оборот капитала составил 2,6 миллиарда долларов США.
1979 г. — «Хёндэ Констракшн» приходит в Малайзию, Йемен и Катар. Годовой капиталооборот — 3,5 миллиарда долларов США.
1981 г. — В связи с расширением сферы деятельности до проведения инженерных работ, название фирмы меняется на «Хёндэ Энджиниринг энд Констракшн Ко., Лтд.» (ХЭК) («Hyundai Engineering and Construction Co., Ltd.», HEC).
1984 г. — Журнал ENR называет компанию четвёртой из самых крупнейших в мире строительных компаний.
1986 г. — Офисы компании появляются в Канаде, Индии и Пакистане.
1988 г. — Получив разрешение от правительства Японии, «ХЭК» вступает на японский строительный рынок.
1989 г. — Филиалы компании появляются в СССР, в городах Москва и Находка.
1992 г. — Компания приходит в Китай и Ливан.
1994 г. — Расширение до Брунея и Бангладеш. Начато строительство многоцелевого моста Джамуна (Jamuna Multi-Purpose Bridge Project) в Бангладеш.
1997 г. — В год 50-летия основания компании и в течение двух предыдущих лет компания признаётся одной из двухсот лучших компаний Азии («Asia TOP 200 Enterprises»). В КНДР компания начала строительство атомной электростанции «КЕДО». В Южной Корее завершено строительство второго блока атомной электростанции «Вольсон».
1998 г. — Журнал ENR определил компанию на 12-е место в списке крупнейших строительных компаний мира.
1999 г. — Компания объединилась с «Хёндэ Энджиниринг Ко. Лтд.» («Hyundai Engineering Co., Ltd.»).
2000 г. — Министерством промышленности Республики Корея присвоено звание «Компания лучшего качества».

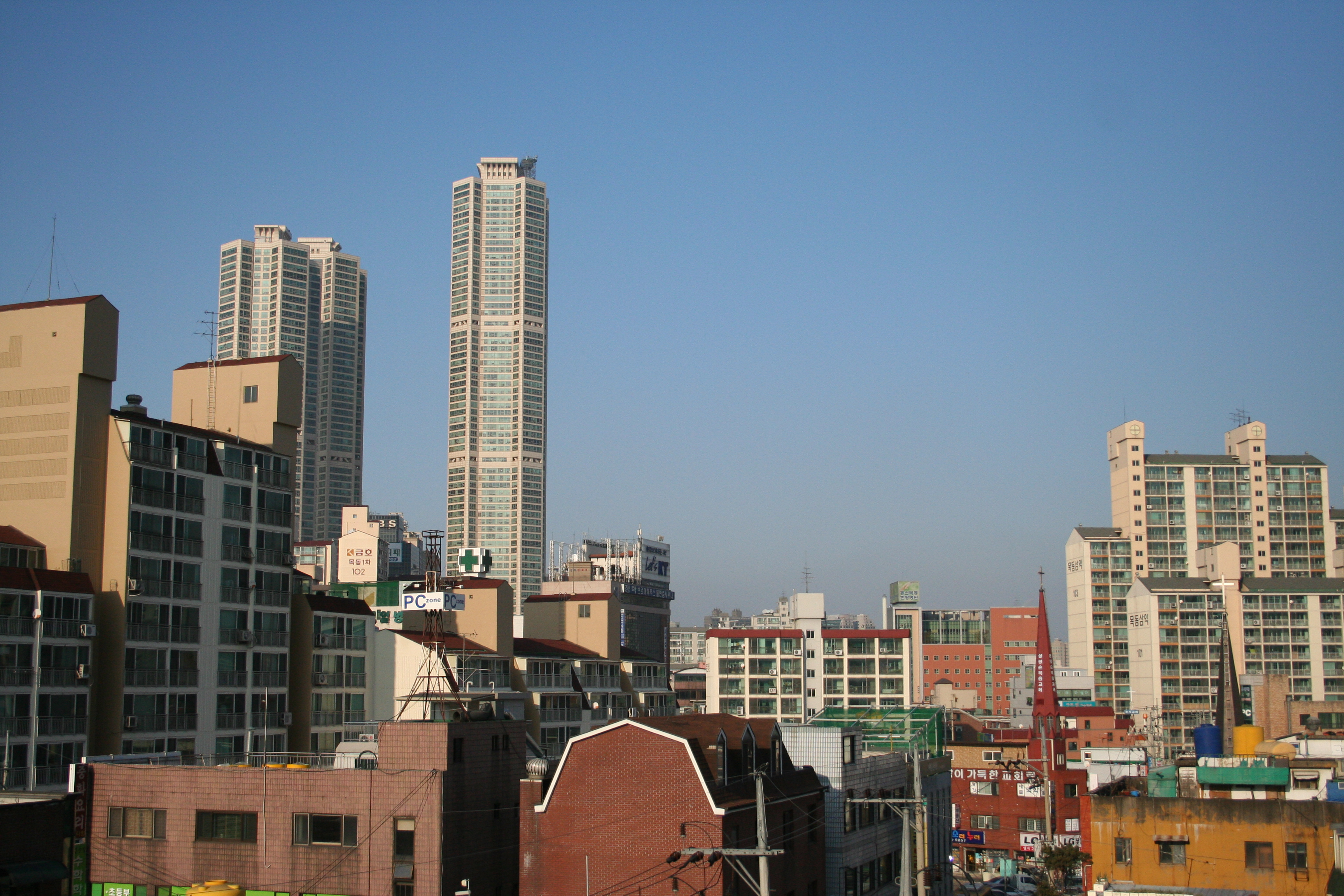
Башни Гиперион — в левой части фотографии

2003 г. — Закончено строительство второй и третьей очередей завода по производству газа в районе нефтяного месторождения Южный Парс в Иране и Башен Гиперион (Hyperion Towers) в Сеуле (см. фотографию). Башня А (ближе к центру фотографии) стала первым по высоте в Сеуле зданием, опередив Юксам Билдинг, однако в уже следующем году башня уступила первенство башне G из комплекса небоскрёбов «Samsung Tower Palace 3».
2005 г. — Закончено строительство четвёртой и пятой очередей завода по производству газа в районе Южного Парса, Иран.
2006 г. — Компания выиграла тендеры на строительство морского терминала Шубайба
(Shuaiba Marine Terminal) в Кувейте, и кондоминиума Парквью (Parkview Condominium) в Сингапуре.
2007 г. — Выигран подряд на строительство электростанций в Кувейте, в западной части Триполи и в Аль-Халиж в Ливии
2008 г. — Подписано деловое соглашение стоимостью 1,6 миллиарда долларов США по проекту Инноплекс в г. Сосан (кор. 서산), провинция Чхунчхон-Намдо Южная Корея.
С министерством здравоохранения Сингапура заключён контракт на строительство госпиталя Александры в центре г. Йишуна. «ХЭК» становится первой южнокорейской строительной компанией, суммы зарубежных контрактов которой превышают объём в 60 миллиардов долларов США.
Получены заказы на:
— строительство электростанции в промышленном городе Рас Лаффан в Катаре (2,06 миллиарда долларов США)
— строительство морских сооружений нефтеперерабатывающего завода «Эз-Заур» в Мина-Эз-Заур в Кувейте (стоимость контракта — 1,1 миллиарда долларов США)
— расширение порта Коломбо в Шри-Ланке
— строительство завода по производству минеральных удобрений QAFCO в Катаре.
— строительство сверхвысоких башен-близнецов 102 Incheon Tower (487 метров, 102 этажа) в Инчхоне.
2009 г. — В должность председателя совета директоров компании вступил Ким Чун Гём (кор. 김중겸).
Июль 2010 года — получен контракт на морской порт Мина-Мубарак-Эль-Кабир на острове Бубиян в Кувейте (на сумму 1,13 млрд долларов США).
Ноябрь 2012 года — получен контракт на морской мост Джабера в Кувейте (на сумму 2,06 млрд долларов США).
Март 2016 года — получен контракт на терминал для ввоза сжиженного природного газа в Эз-Заур в Кувейте (на сумму 1,52 млрд долларов США).

## Интересные факты
- В 1965 году в компанию на работу устроился 24-летний выпускник университета Корё, отсидевший полгода в тюрьме за организацию беспорядков во время студенческой демонстрации 1964 года. Ему было суждено проработать в «Хёндэ Констракшн» 27 лет и пройти за это время путь от рядового сотрудника до председателя совета директоров компании. В феврале 2008 года этот студент официально вступил в должность президента Южной Кореи. Его зовут Ли Мён Бак.
- В 1965 году, в год поступления на работу Ли Мён Бака, в фирме насчитывалось 98 работников. В 1992 году, когда он покинул пост председателя совета директоров, в компании работали 168 тысяч человек.[3]